# Von Friesen
von Friesen är en tysk, ursprungligen schweizisk, adelsätt, känd sedan början av 1200-talet, och då bosatt trakten av Basel.
Vapen: skölden kluven i två silverfält, i det högra en halv röd sexstjärnig stjärna, i det vänstra en röd halvmåne
En gren överflyttade till Sachsen och upphöjdes 1653 i riksfriherrligt stånd. Samma vapen som den sachsiska ätten förde en på 1600-talet i Livland bosatt ätt von Friesen. En medlem av denna ätt, majoren Fredrik Wilhelm von Friesen (död 1711), blev stamfar för den svenska släkten, som inte är introducerad på svenska riddarhuset. Offentlig statistik tillgänglig i februari 2025 uppger att 18 personer med efternamnet von Friesen var folkbokförda i Sverige.

## Personer med efternamnet von Friesen eller Friesen
- Bertil von Friesen (1901–1990), svensk politiker och läkare, folkpartist
- Bo von Friesen (1911–1973), svensk läkare
- Carl von Friesen (1846–1905), svensk politiker
- Erik von Friesen (1875–1946), svensk ingenjör och direktör
- Friedrich Friesen (1784–1816), tysk gymnast och frihetskämpe
- Hans von Friesen (1928–2014), svensk journalist
- Jeff Friesen (född 1976), kanadensisk ishockeyspelare
- Märtha von Friesen (1853–1924), svensk pedagog
- Otto von Friesen, flera personer
  - Otto von Friesen (filolog) (1870–1942), professor i svenska språket
  - Otto von Friesen (författare) (1945-2025), svensk författare
- Richard von Friesen (1808–1884), tysk politiker
- Sixten von Friesen (1847–1921), svensk skolman och politiker
- Sten von Friesen (1907–1996), svensk fysiker